# Lista de cruzadores de batalha do Japão

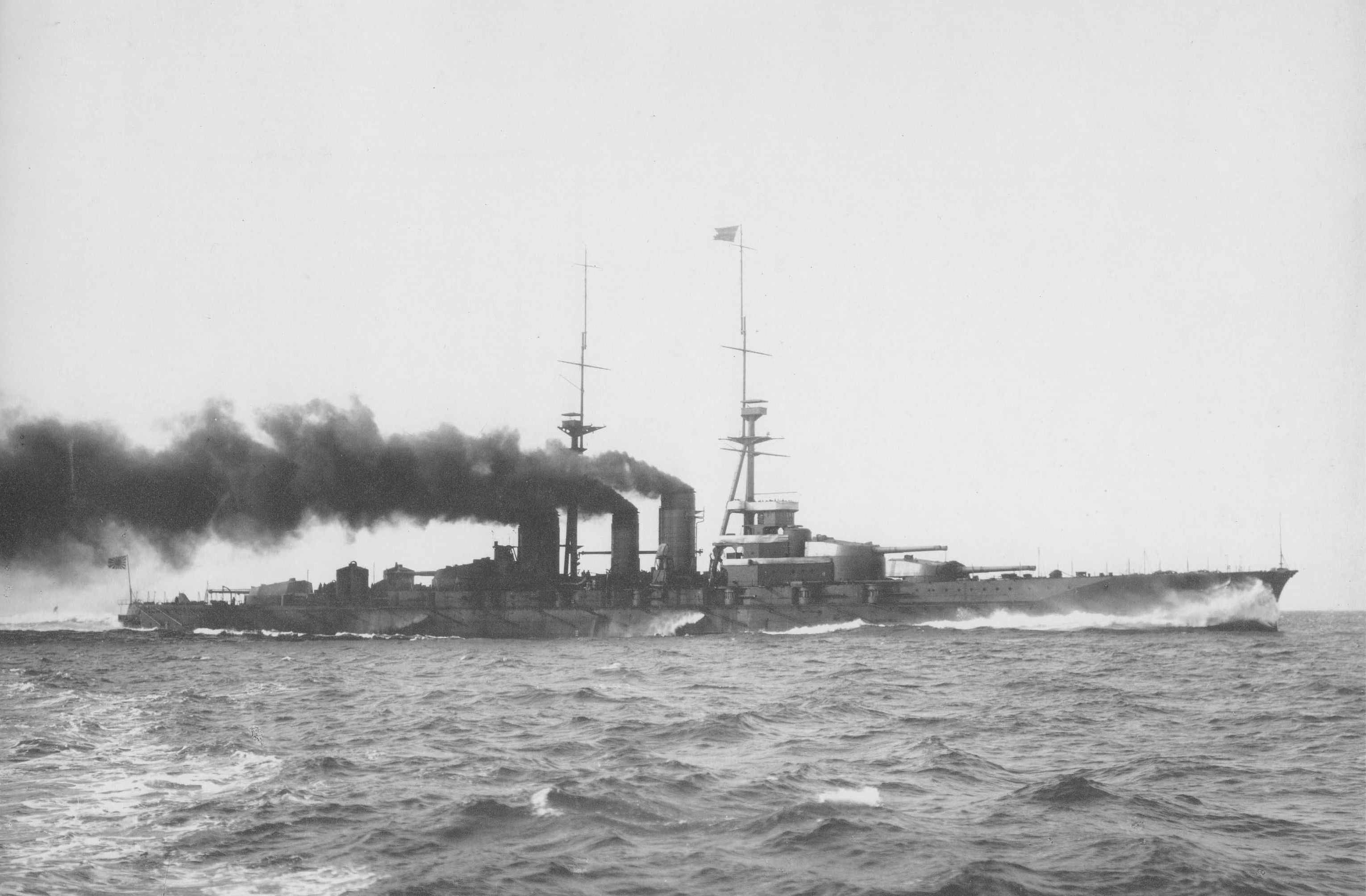
O Haruna, membro da Classe Kongō, durante seus testes marítimos em 23 de janeiro de 1915

A Marinha Imperial Japonesa construiu quatro cruzadores de batalha e planejou outros quatro durante as primeiras décadas do século XX. O cruzador de batalha cresceu a partir do conceito do cruzador blindado, que tinha se mostrado muito bem sucedido durante a Batalha de Tsushima em 1905 ao final da Guerra Russo-Japonesa. O Império do Japão imediatamente se voltou para seus dois rivais restantes na dominação do Oceano Pacífico: os Estados Unidos e o Reino Unido. Os planejadores navais calcularam que seu país precisaria de uma frota pelo menos setenta por cento tão forte quanto da Marinha dos Estados Unidos para o Japão poder se sair vitorioso. Para esse fim, foi desenvolvido o conceito da frota "Oito-Oito", em que oito couraçados e oito cruzadores de batalha formariam uma linha de batalha coesa. A Marinha Imperial Japonesa, assim como a Marinha Imperial Alemã e diferente da Marinha Real Britânica, planejou e projetou cruzadores de batalha que poderiam operar na linha de batalha junto com os mais bem protegidos couraçados a fim de combater uma inferioridade numérica.
A primeira fase do plano Oito-Oito começou em 1910, quando a Dieta Nacional autorizou a construção de quatro cruzadores de batalha da Classe Kongō. Estes foram projetados pelo engenheiro britânico George Thurston, com o primeiro navio sendo construído nos estaleiros britânicos da Vickers e os três restantes no Japão. Eram armados com oito canhões de 356 milímetros e tinham velocidade máxima de 27 nós (cinquenta quilômetros por hora), sendo os navios capitais mais avançados do mundo na época. Mais quatro cruzadores de batalha da Classe Amagi foram encomendados depois da Primeira Guerra Mundial. Estes teriam dez canhões de 410 milímetros, porém nenhum foi completado como planejado devido ao Tratado Naval de Washington de 1922, que limitou o tamanho da Marinha Imperial. Mais dois cruzadores de batalha do Projeto B-65 foram planejados pouco antes da Segunda Guerra Mundial, mas outras prioridades navais e o rumo negativo da guerra fizeram com que nenhum tivesse sua construção iniciada.
Dos oito cruzadores de batalha que tiveram suas construções iniciadas pelo Japão, nenhum sobreviveu além da Segunda Guerra Mundial. O Amagi estava no meio de um processo de conversão para porta-aviões quando seu casco sofreu danos estruturais gravíssimos durante o Grande Sismo de Kantō em 1923, sendo depois desmontado. Os dois últimos navios da Classe Amagi foram cancelados e desmontados seguindo os termos do Tratado Naval de Washington. O Akagi foi convertido em porta-aviões na década de 1920 e serviu durante a Segunda Guerra Mundial, sendo afundado na Batalha de Midway em junho de 1942 depois de sofrer danos graves de ataques aéreos norte-americanos. As quatro embarcações da Classe Kongō também foram afundadas durante a guerra: duas na Batalha Naval de Guadalcanal em novembro de 1942, uma depois de ser torpedeada por um submarino norte-americano em novembro de 1944 e a última por ataques aéreos norte-americanos no Distrito Naval de Kure em julho de 1945.
| Armas principais | Número e tamanho dos canhões da bateria principal         |
| Deslocamento     | Deslocamento do navio totalmente carregado                |
| Propulsão        | Número e tipo do sistema de propulsão e velocidade máxima |
| Batimento        | Data em que o batimento de quilha ocorreu                 |
| Lançamento       | Data em que o navio foi lançado ao mar                    |
| Comissionamento  | Data em que o navio foi comissionado em serviço           |
| Destino          | Fim que o navio teve                                      |

## ClasseKongō

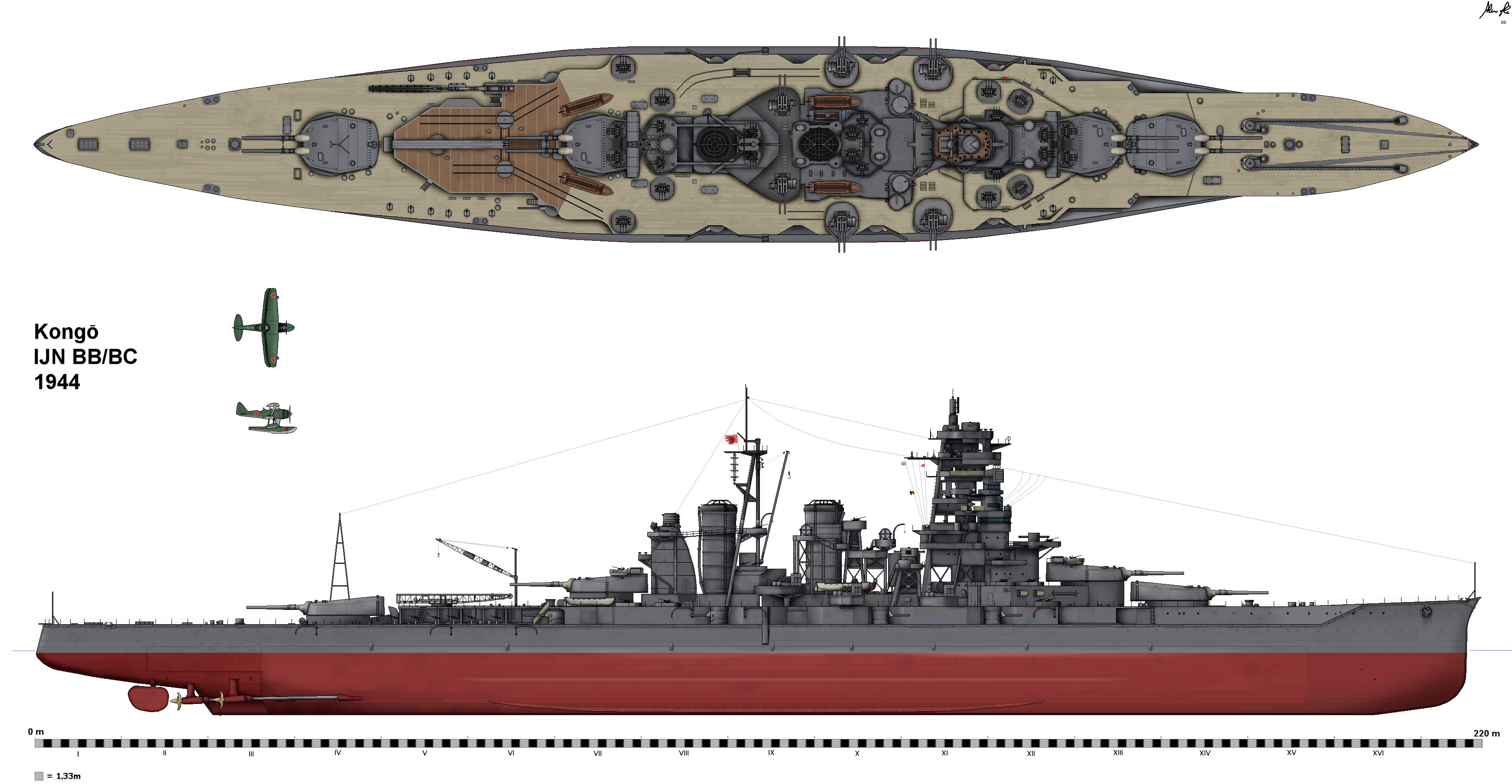
Configuração do Kongō em 1944

Os quatro navios da Classe Kongō foram os primeiros cruzadores de batalha encomendados pela Marinha Imperial Japonesa. Todos foram autorizados em 1910 como parte do Decreto de Expansão Naval Emergencial, que foi uma resposta à construção do HMS Invincible pela Marinha Real Britânica. As embarcações foram projetadas pelo engenheiro naval britânico George Thurston. O primeiro navio da classe foi construído nos estaleiros da Vickers no Reino Unido, enquanto os três restantes foram construídos em estaleiros do Japão. Eles eram armados com oito canhões de 356 milímetros e tinham uma velocidade máxima de 27 nós (cinquenta quilômetros por hora), sendo considerados na época superiores a outros cruzadores de batalha contemporâneos.
Todos os quatro navios passaram por enormes modernizações durante as décadas de 1920 e 1930, o que levou a Marinha Imperial a reclassificá-los como couraçados rápidos. Essas modernizações fortaleceram suas blindagens, os equiparam com hidroaviões, reformularam seus sistemas de propulsão e reconfiguraram seus armamentos. Agora com uma velocidade de trinta nós (56 quilômetros por hora), todos os quatro tiveram carreiras ativas na Segunda Guerra Mundial; o Hiei e o Kirishima escoltaram a força de porta-aviões que realizou o Ataque a Pearl Harbor, enquanto o Kongō e o Haruna apoiaram as invasões da Malásia e Singapura. O Hiei e o Kirishima acabaram afundados durante a Batalha Naval de Guadalcanal em novembro de 1942, o Kongō afundou no Estreito de Formosa em novembro de 1944 depois de ser torpedeado por um submarino norte-americano, e o Haruna foi afundado por ataques aéreos em julho de 1945.
| Navio            | Armas principais | Deslocamento | Propulsão                           | Serviço          | Serviço          | Serviço         | Serviço           |
| Navio            | Armas principais | Deslocamento | Propulsão                           | Batimento        | Lançamento       | Comissionamento | Destino           |
| ---------------- | ---------------- | ------------ | ----------------------------------- | ---------------- | ---------------- | --------------- | ----------------- |
| Kongō (金剛)     | 8 × 356 mm       | 27 940 t     | 4 turbinas a vapor 27 nós (50 km/h) | janeiro de 1911  | maio de 1912     | agosto de 1913  | Afundado em 1944  |
| Hiei (比叡)      | 8 × 356 mm       | 27 940 t     | 4 turbinas a vapor 27 nós (50 km/h) | novembro de 1911 | novembro de 1912 | agosto de 1914  | Afundados em 1942 |
| Kirishima (霧島) | 8 × 356 mm       | 27 940 t     | 4 turbinas a vapor 27 nós (50 km/h) | março de 1912    | dezembro de 1913 | abril de 1915   | Afundados em 1942 |
| Haruna (榛名)    | 8 × 356 mm       | 27 940 t     | 4 turbinas a vapor 27 nós (50 km/h) | março de 1912    | dezembro de 1913 | abril de 1915   | Afundado em 1945  |

## ClasseAmagi

Desenho da Classe Amagi

Quatro cruzadores de batalha da Classe Amagi foram planejados como parte do plano Oito-Oito. Sua encomenda mais os quatro couraçados da Classe Kii colocaram um enorme fardo econômico sobre o governo, que nessa época estava gastando um terço do orçamento nacional apenas na marinha. As construções começaram em dezembro de 1920 e em novembro e dezembro de 1921, porém a classe foi cancelada pelos termos do Tratado Naval de Washington de 1922. O Amagi e o Akagi, por estarem mais perto de serem finalizados, foram selecionados para conversão para porta-aviões, aproveitando uma provisão do tratado. O Grande Sismo de Kantō de 1923 causou enorme estresse estrutural ao casco do Amagi, inutilizando-o, e assim a conversão foi cancelada e o navio desmontado. O Atago e o Takao foram cancelados em abril de 1924 e também desmontados. O Akagi foi convertido em porta-aviões e serviu na Segunda Guerra Mundial, participando  em várias ações e sendo afundado na Batalha de Midway em junho de 1942.
| Navio        | Armas principais | Deslocamento | Propulsão                           | Serviço          | Serviço       | Serviço         | Serviço                                      |
| Navio        | Armas principais | Deslocamento | Propulsão                           | Batimento        | Lançamento    | Comissionamento | Destino                                      |
| ------------ | ---------------- | ------------ | ----------------------------------- | ---------------- | ------------- | --------------- | -------------------------------------------- |
| Amagi (天城) | 10 × 410 mm      | 46 740 t     | 4 turbinas a vapor 30 nós (56 km/h) | dezembro de 1920 | —             | —               | Cancelado e desmontado                       |
| Akagi (赤城) | 10 × 410 mm      | 46 740 t     | 4 turbinas a vapor 30 nós (56 km/h) | dezembro de 1920 | abril de 1925 | março de 1927   | Convertido em porta-aviões; afundado em 1942 |
| Atago (愛宕) | 10 × 410 mm      | 46 740 t     | 4 turbinas a vapor 30 nós (56 km/h) | novembro de 1921 | —             | —               | Cancelados e desmontados                     |
| Takao (高雄) | 10 × 410 mm      | 46 740 t     | 4 turbinas a vapor 30 nós (56 km/h) | dezembro de 1921 | —             | —               | Cancelados e desmontados                     |

## Projeto B-65

Desenho do Projeto B-65

Os cruzadores de batalha do Projeto B-65 originalmente tinham a intenção de fazer parte da Força de Batalha Noturna japonesa, uma formação que atacaria os contratorpedeiros e cruzadores do anel de defesa exterior de uma frota inimiga sob a escuridão da noite. Os cruzadores e contratorpedeiros japoneses penetrariam o anel para lançarem torpedos nos couraçados inimigos. O restante da frota inimiga seria subjugada pela frota principal japonesa no dia seguinte. Os navios do Projeto B-65 dariam apoio aos cruzadores rápidos e contratorpedeiros durante esses ataques noturnos. Essa estratégia foi alterada depois dos japoneses descobrirem as especificações dos cruzadores de batalha norte-americanos da Classe Alaska. O projeto foi aumentado de tamanho e seu novo propósito passou a ser escoltar a frota principal contra os riscos representados pela Classe Alaska. O Japão passou a se focar em navios de guerra mais úteis e versáteis, como porta-aviões e cruzadores, à medida que a guerra se aproximava em 1940; a derrota na Batalha de Midway adiou o Projeto B-65 indefinidamente, e no final eles nunca foram construídos devido a considerações estratégicas mais importantes.
| Navio  | Armas principais | Deslocamento | Propulsão                           | Serviço   | Serviço    | Serviço         | Serviço    |
| Navio  | Armas principais | Deslocamento | Propulsão                           | Batimento | Lançamento | Comissionamento | Destino    |
| ------ | ---------------- | ------------ | ----------------------------------- | --------- | ---------- | --------------- | ---------- |
| Nº 795 | 9 × 310 mm       | 35 000 t     | 4 turbinas a vapor 34 nós (63 km/h) | —         | —          | —               | Cancelados |
| Nº 796 | 9 × 310 mm       | 35 000 t     | 4 turbinas a vapor 34 nós (63 km/h) | —         | —          | —               | Cancelados |

### Citações
1. ↑   Stille 2008, p. 4
2. ↑   Stille 2008, p. 7
3. ↑   Stille 2008, p. 3
4. ↑   Evans & Peattie 1997, p. 150
5. 1 2 3 4   Jackson 2000, p. 48
6. 1 2 3 4 5 6 7 8   Gardiner & Gray 1985, p. 235
7. ↑   Evans & Peattie 1997, p. 360
8. ↑   Jackson 2000, p. 121
9. 1 2   Wheeler 1980, p. 183
10. 1 2   Jackson 2000, p. 129
11. ↑   Gardiner & Gray 1985, p. 234
12. ↑   Stille 2008, p. 16
13. ↑   Stille 2008, pp. 16–17
14. ↑   Stille 2008, p. 19
15. ↑   Stille 2008, p. 15
16. ↑   Lengerer 2012, p. 145
17. ↑   Gardiner & Gray 1985, p. 224
18. ↑   Stille 2008, p. 8
19. ↑   Evans & Peattie 1997, pp. 273–276
20. ↑   Lacroix & Wells 1997, p. 606
21. ↑   Evans & Peattie 1997, pp. 359–360
22. ↑   Lacroix & Wells 1997, p. 829
23. ↑   Garzke & Dulin 1985, pp. 84–85
24. 1 2 3 4   Garzke & Dulin 1985, p. 86